# アレクサンドル・ボゴモロフ (外交官)
アレクサンドル・エフレモヴィチ・ボゴモロフ（Александр Ефремович Богомолов、1900年 - 1969年）は、ソビエト連邦の外交官。

## 生涯
1900年に生まれ、1920年にボリシェヴィキに入党。1922年に赤軍高等軍事政治学校を卒業した。1919年から1930年まで赤軍で活動し、同年から1939年まで科学・教育部門で働き、同年から翌1940年3月まではソビエト連邦外務人民委員部 (ru) の書記長と第1ヨーロッパ部部長を務めた。
その後、同月29日から翌1941年6月30日まで駐フランス・連邦大使、同年から1943年11月30日まで在ロンドン連合国政府担当大使、1941年8月21日から（公式には9月16日から）1943年4月25日までは在ロンドン・ポーランド政府担当大使、1941年8月21日から（公式には10月3日から）1943年11月12日までは在ロンドン・ユーゴスラビア政府担当大使、1941年8月21日から（公式には10月9日から）1943年11月30日まで在ロンドン・ノルウェー政府担当大使、1941年9月3日から（正式には10月21日から）1943年11月12日までは在ロンドン・ギリシャ政府担当公使および大使、1942年10月13日から翌1943年11月30日までは在ロンドン・ルクセンブルク政府担当公使、1942年10月18日から翌1943年11月30日までは在ロンドン・ベルギー政府担当公使および大使、1943年1月12日から11月30日までは在ロンドン・オランダ政府担当大使、同年9月21日から翌1944年10月23日まではフランス国民解放委員会担当大使、同日から1950年3月25日までは再度駐フランス大使を歴任した。
駐仏大使時代には、西欧に住むソ連人の帰還を試み、1945年にはフランスで「ソ連愛国者協会」を組織。6000人の帰還に貢献した。テヘラン会談、ヤルタ会談、ポツダム会談やパリ講和会議にも参加している。1950年3月から1952年7月までは連邦外務副大臣に就き、同月7日から（正式には9日から）1954年1月16日までは駐チェコスロバキア大使、同月22日から（正式には翌2月24日から）1957年3月2日までは駐イタリア大使に就いた。
同年2月から1962年までは外務省顧問、1958年からはソ連・イタリア友好協会副会長を務め、1962年に引退。1969年にモスクワで死去した。